# Maytenus calzadae
Maytenus calzadae är en benvedsväxtart som först beskrevs av Lundell, och fick sitt nu gällande namn av J.S.Ma. Maytenus calzadae ingår i släktet Maytenus och familjen Celastraceae. Inga underarter finns listade.